# Жилой дом облисполкома (Челябинск)
Жилой дом облисполкома — здание на проспекте Ленина, 54 (Кирова, 177 / Цвиллинга, 36) в Центральном районе города Челябинска, памятник архитектуры регионального значения.

## История

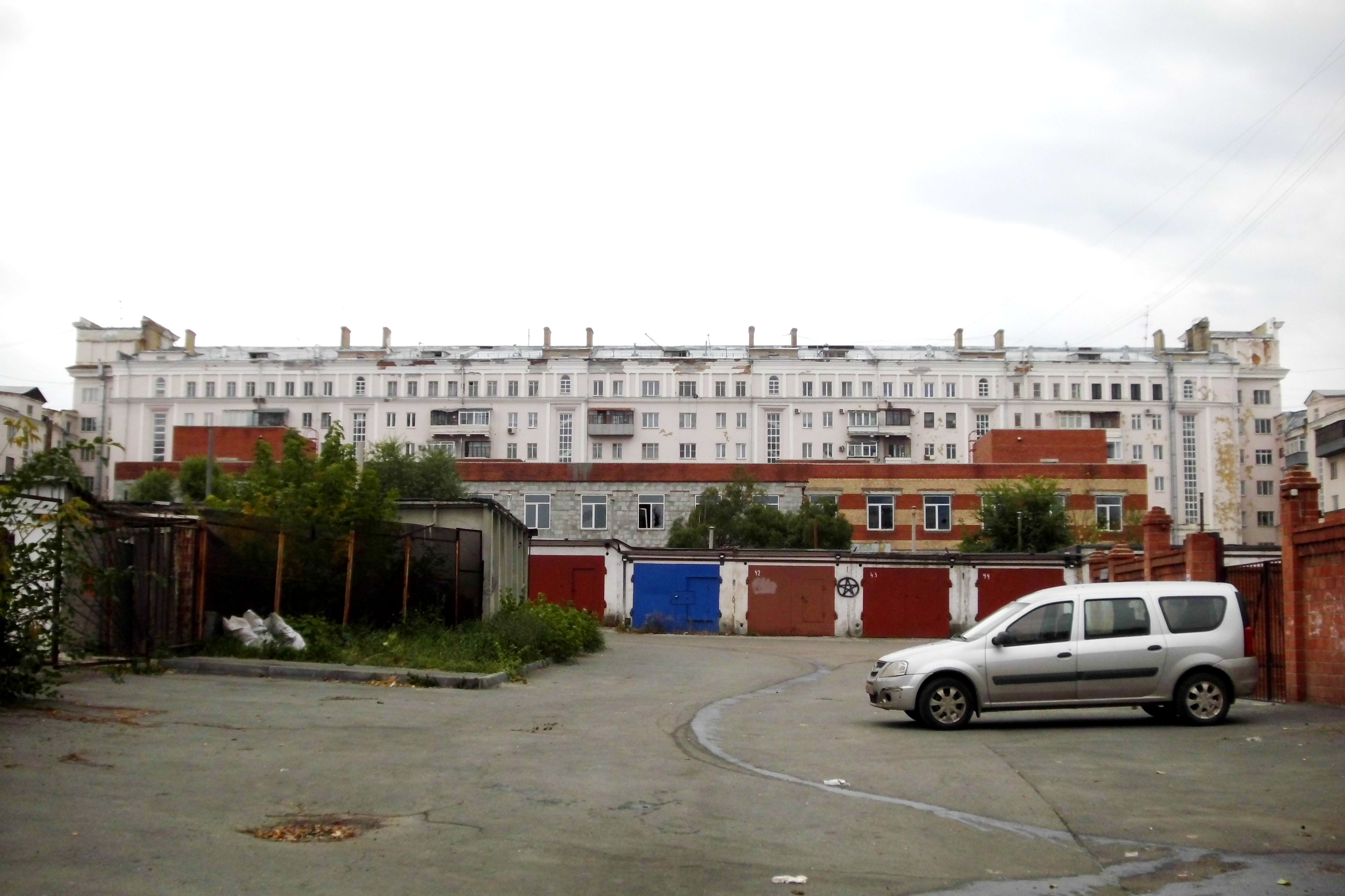
Тыльная часть здания (верхняя часть центрального и боковых отделов)

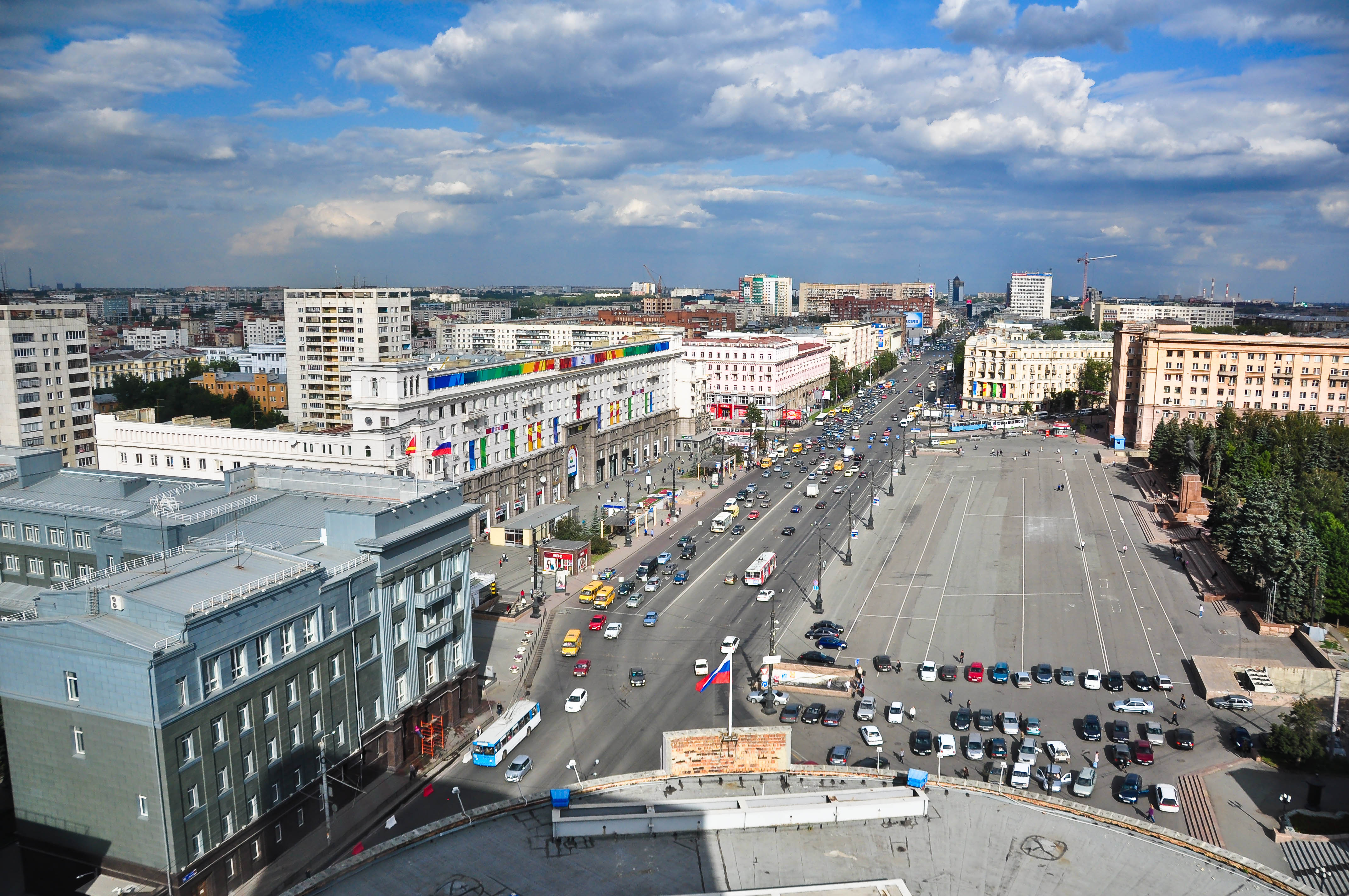
Вид здания на фоне других зданий северной стороны площади Революции

Постройка жилого дома для работников Челябинского областного исполкома и областного комитета ВКП(б) началась осенью 1934 г. Проект здания в стиле советского неоклассицизма был выполнен Ленинградской конторой «ГИПРОГОРа» архитекторами П. Кухтенковым и А. Максимовым. Известны также имена строителей здания — это главный инженер Д. Виноградов и прораб В. Шаталов.
Жилой дом облисполкома стал первым семиэтажным зданием Челябинска. Постановлением Законодательного собрания Челябинской области № 1221  от 26.08.2008 здание признано памятником архитектуры регионального значения.
На стене здания закреплены мемориальные таблички в память проживавших здесь Чижевского А. Л., Зискина Г. Л., Юсупова Х. М. и часто здесь бывавшего Тимофеева-Ресовского Н. В.

## Архитектурное решение
Здание построено в виде буквы «П», причём семиэтажной является центральная часть здания вдоль проспекта Ленина, а боковые части имеют только шесть этажей. В центре здания находится большая арка, украшенная ажурными воротами из чугуна. Первые три этажа дома облицованы тёмно-серым камнем, верхние этажи окрашены в белый цвет. На седьмом этаже центральной части находятся пять балконов, которые нарушают общую монотонность облика здания.
Жилой дом облисполкома вместе с гостиницей № 1 и бывшим зданием Госбанка формируют облик административного центра Челябинска — площади Революции. 